# 張允掄
張允掄（1609年—1678年），字慈叔，号季栎，更號栎里子，山东登州府莱阳县人。明末政治人物。

## 生平
崇祯六年（1633年）癸酉科山东乡试舉人，七年（1634年）联捷甲戌科进士，户部观政，八年授户部河南司主事，九年升湖廣司员外郎，管理崇文门税收，十年升任户部河南司郎中，十一年出任饶州府知府，十五年考察降调。明亡后，更号栎里子，受聘于崂山玉蕊楼、张村的私塾，教授生徒十余年。卒于康熙十七年（1678年）二月，享年七十。著有《希范堂稿》、《高士廉传》、《栎里子游崂山记》。

## 家族
曾祖张起凤，恩贡；祖张必逹，永和县谕；父张弘度，增生。叔父張弘德天啓五年进士；二兄張允捷，崇祯十年进士。